# Sebastian Pammer
Sebastian Pammer (* 20. Februar 1802 in Schalchen; † 16. November 1876 ebenda) war ein österreichischer Fabrikant, Landwirt und Politiker.

## Leben
Der Sohn eines Sensenschmiedemeisters besuchte die Volksschule in Mattighofen. Von 1830 bis 1875 war er Sensenfabrikant und Landwirt im oberösterreichischen Ort Schalchen.
Vom 18. Mai 1848 bis zum 24. Juli 1848 gehörte er als fraktionsloser Abgeordneter für den Wahlkreis Österreich ob der Enns in Mattighofen der Frankfurter Nationalversammlung an. Er stimmte zumeist mit dem linken Zentrum. Sein Nachfolger war Friedrich Bergmüller.